# Lipinella
Lipinella es un género de foraminífero bentónico de la subfamilia Biseriammininae, de la familia Biseriamminidae, de la superfamilia Palaeotextularioidea, del suborden Fusulinina y del orden Fusulinida. Su especie tipo es Lipinella notata. Su rango cronoestratigráfico abarca el Viseense inferior (Carbonífero inferior).

## Discusión
Clasificaciones más recientes incluyen Lipinella en la superfamilia Biseriamminoidea, del suborden Endothyrina, del orden Endothyrida, de la subclase Fusulinana y de la clase Fusulinata.

## Clasificación
Lipinella incluye a la siguiente especie:
- Lipinella notata †